# Соммелиус, Густав Лоренц
Густав Лоренц Соммелиус (швед. Gustaf Lorentz Sommelius; 19 октября 1811, Мёррум, Блекинге — 5 июня 1848, Дюббёль, Южная Дания) — шведский и датский военный офицер, поэт, лейтенант (1837). Участник Датско-немецкой войны.

## Биография
Родился в семье священника. С детства проявлял интерес к поэзии.
Окончил Лундский университет в 1831 году, после чего записался в армию. В 1834 году он был произведен во вторые лейтенанты, а в 1837 — в лейтенанты.
Во время службы в армии он продолжил писать стихи под псевдонимом «Беппо». В периоде с 1840 по 1844 гг. он опубликовал два сборника стихов.
После начала Датско-немецкой войны, в 1848 году поступил добровольцев в датскую армию.
4 июня 1848 года он, прибыв в Альс, был переведён в 5-й батальон. На следующий день он принял участие в Дюббёльском сражении, где получил смертельное ранение в шею.